# ماراثون سبورتس
ماراثون سبورتس هي شركة تصنع المعدات الرياضية من الإكوادور تأسست عام 1981 من قبل رودريجو ريفادينيرا، ويقع مقرها الرئيسي في العاصمة كيتو. تعتبر ماراثون المزود الرسمي لأطقم منتخب الإكوادور لكرة القدم منذ عام 1994.

## الرعاية
تقوم شركة ماراثون برعاية الفرق الرياضية التالية:

### كرة القدم

#### المنتخبات الوطنية
- الإكوادور
- بوليفيا

#### الأندية
- إنديبندينتي ديل فال
- برشلونة
- أولوايز ريدي
- أورورا
- أريبا بيرو
- يونيفرسيتاريو
- هواتشيباتو